# Nora Mørk
Nora Mørk (ur. 5 kwietnia 1991 w Oslo) – norweska piłkarka ręczna, reprezentantka kraju, grająca na pozycji prawej rozgrywającej. Przez większość kariery występowała w norweskim klubie Larvik HK.

## Życiorys
3 grudnia 2015 podpisała trzyletni kontrakt z węgierskim Győri ETO KC obowiązujący od sezonu 2016/2017.
W wieku 6 lat rozpoczęła swoją przygodę z piłką ręczną. Swoje pierwsze kroki stawiała w klubie Bækkelagets SK. Tuż po swoich szesnastych urodzinach zadebiutowała w pierwszym zespole klubu z Oslo. W maju 2011 roku przeszła operację kolana, ze względu na późniejsze liczne komplikacje straciła cały sezon 2011/2012. Do gry powróciła w końcówce sezonu 2012/2013 na spotkania finałowe Ligi Mistrzyń z Győri ETO KC. W zespole z Larviku przez 7 sezonów rozegrała 225 spotkań zdobywając 1262 bramki.
W drużynie narodowej zadebiutowała 21 września 2010 roku w towarzyskim meczu przeciwko reprezentacji Rumunii, gdzie zdobyła dwie bramki a jej drużyna przegrała 20:21.
Ma dwie siostry, które również są piłkarkami ręcznymi, starszą Kaję grającą w Nordstrand oraz bliźniaczkę Theę zawodniczkę Larvik HK.
Prywatnie związana jest z norweskim piłkarzem Stefanem Strandbergiem.

## Sukcesy reprezentacyjne

### Juniorskie
- Mistrzostwa Europy U19:
  -  2009
- Mistrzostwa Świata U20:
  -  2010

### Seniorskie
- Igrzyska Olimpijskie:
  -  2016
- Mistrzostwa Świata:
  -  2015
  -  2017
- Mistrzostwa Europy:
  -  2010, 2014, 2016, 2020

## Sukcesy klubowe
- Mistrzostwa Norwegii:
  -  2010, 2011, 2013, 2014, 2015, 2016
- Puchar Norwegii:
  -  2010, 2011, 2013, 2014, 2015, 2016
- Mistrzostwa Węgier:
  -  2017, 2018, 2019
- Puchar Węgier:
  -  2018, 2019
- Liga Mistrzyń:
  -  2011, 2017, 2018, 2019
  -  2013, 2015

## Nagrody indywidualne
- 2009 – najlepsza prawa rozgrywająca Mistrzostw Europy U19 (Węgry)
- 2009 – MVP Mistrzostw Europy U19 (Węgry)
- 2014 – najlepsza prawa rozgrywająca Mistrzostw Europy (Węgry i Chorwacja)
- 2014 – najlepsza zawodniczka Ligi Norweskiej
- 2015 – najlepsza prawa rozgrywająca Ligi Mistrzyń
- 2015 – najlepsza prawa rozgrywająca Mistrzostw Świata (Dania)
- 2015 – najlepsza zawodniczka Ligi Norweskiej
- 2016 – najlepsza prawa rozgrywająca Ligi Mistrzyń
- 2016 – najlepsza zawodniczka Ligi Norweskiej
- 2016 – najlepsza strzelczyni Ligi Norweskiej
- 2016 – najlepsza strzelczyni Igrzysk Olimpijskich
- 2016 – najlepsza prawa rozgrywająca Mistrzostw Europy (Szwecja)
- 2016 – najlepsza strzelczyni Mistrzostw Europy (Szwecja)
- 2017 – najlepsza prawa rozgrywająca Ligi Mistrzyń
- 2017 – najlepsza prawa rozgrywająca Mistrzostw Świata (Niemcy)
- 2017 – najlepsza strzelczyni Mistrzostw Świata (Niemcy)
- 2020 – najlepsza prawa rozgrywająca Mistrzostw Europy (Dania)
- 2020 – najlepsza strzelczyni Mistrzostw Europy (Dania)